# Ostrov, Benešov
Ostrov là một làng thuộc huyện Benešov, vùng Středočeský, Cộng hòa Séc.